# 朱誠潤
秦恭王朱誠潤（1440年代—16世紀），號寅畏堂，明朝秦藩臨潼王府鎮國將軍、奉祀宗室，追封臨潼王、秦王，臨潼惠簡王（追封秦安王）朱公銘的庶長子，生母夫人翟氏。

## 生平
正統十四年（1449年），獲賜名誠潤。天順元年（1457年），朱誠潤獲賜鎮國將軍誥命、冠服。天順七年（1463年），因秦王朱公錫之請，朱誠潤獲賜房基地十九畝。弘治十四年（1501年），因侄子臨潼王朱秉欆於上年進封秦王，朱誠潤受命負責臨潼惠簡王祀事。
朱誠潤在何年去世不詳。嘉靖十七年（1538年），朝廷追封諡朱誠潤的父親臨潼惠簡王朱公銘為秦安王，嫡弟臨潼和僖王朱誠澯為秦莊王，朱誠潤為臨潼靖安王。
嘉靖二十七年（1548年），朱誠潤的曾孫鎮國中尉朱懷埢因秦定王朱惟焯無子而嗣封秦王。嘉靖二十八年（1549年），朝廷追封朱誠潤為秦王，改諡恭。

## 家庭

### 妻妾
- 盧氏，冊為鎮國將軍夫人，嘉靖十七年（1538年）追封臨潼靖安王妃，嘉靖二十八年（1549年）追封秦恭王妃[8]，生朱秉柎。
- 李氏，生朱秉柀[9]。

### 子孫
- 庶長子：朱秉櫃，夭折[10]
- 嫡次子：輔國將軍→秦順王（追封）朱秉柎[11]
  - 孫：奉國將軍→秦端王（追封）朱惟燫
    - 曾孫：鎮國中尉→秦宣王朱懷埢
- 子：輔國將軍朱秉楫
  - 孫：奉國將軍朱惟烜
    - 曾孫：鎮國中尉朱懷垿
      - 玄孫：輔國中尉朱敬
        - 五世孫：奉國中尉朱誼瀄[12]，字伯聞[13]
          - 六世孫：朱存𡊍[14][15]，乳名重壽[12]，字元峻[16]
          - 六世孫：朱存椿
          - 六世孫：朱存松

        - 五世孫：奉國中尉朱誼𣲎
        - 五世孫：奉國中尉朱誼洟[15]，乳名小保[12]
          - 六世孫：乳名年哥[15]
- 庶第七子：朱秉槆[17]
- 庶第八子（序齒第六子[18]）：輔國將軍朱秉梗[19]
  - 孫：奉國將軍朱惟𪹧
    - 曾孫：鎮國中尉朱懷坉
      - 玄孫：輔國中尉朱敬鎘

    - 曾孫：鎮國中尉朱懷𡊻
      - 玄孫：輔國中尉朱敬鑄

    - 曾孫女：黃浦鄉君，儀賓楊霖
    - 曾孫女：青崗鄉君，儀賓薛霑

  - 孫女：行唐縣君，儀賓毛沂
  - 孫女：平舒縣君，儀賓任代
  - 孫女：龍巖縣君，儀賓周綸[18]
- 庶第九子：朱秉柞[19]
- 幼子（序齒第九子）：輔國將軍朱秉柀
  - 孫：奉國將軍朱惟煂
    - 曾孫：鎮國中尉朱懷埌
    - 曾孫：朱懷𡏪
    - 曾孫女：臨鎮鄉君

  - 孫女：平湖縣君，儀賓白繼志[9]